# Brady Black
Brady Black is een personage uit de soapserie Days of our Lives. Als kind werd de rol gespeeld door verschillende kindacteurs maar in 2000 werd hij verouderd naar 20 jaar en nam Kyle Lowder de rol op zich.

## Personagebeschrijving
Brady is de zoon van John Black en Isabella Toscano. John leefde vijf jaar als Roman Brady in Salem en als eerbetoon aan de familie Brady noemde hij zijn zoon zo met de voornam. Zijn moeder stierf toen hij nog een baby was aan leukemie. Als kind kwam Brady slechts sporadisch in beeld. Na de trouw van John en Marlena in 1999 verdween hij ongeveer een jaar uit beeld. Zijn kleine zusje Belle was na de huwelijksreis van haar ouders plots tien jaar ouder en er werd gezegd dat Brady op een internaat zat.